# Dolina Miłości w Zatoni Dolnej

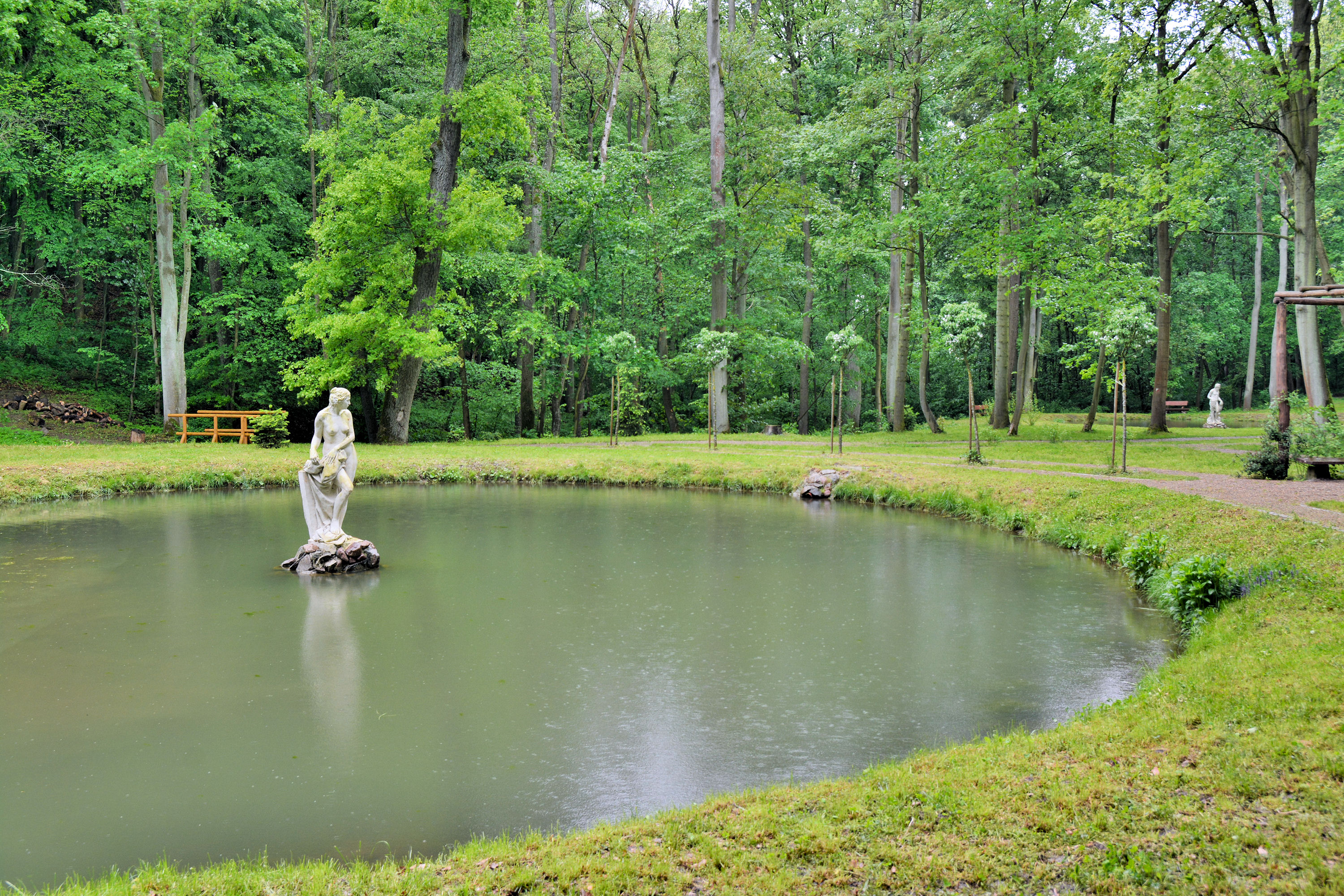
Dolina Miłości – stawy z pomnikami Adama i Ewy

Dolina Miłości w Zatoni Dolnej – park krajobrazowo-naturalistyczny rozpostarty na wzniesieniach i w dolinach zwanych „Doliną Miłości” pomiędzy Krajnikiem Dolnym, Krajnikiem Górnym i Zatonią Dolną w województwie zachodniopomorskim, w powiecie gryfińskim, w gminie Chojna. Zajmuje pow. około 80 ha na stokach wzgórz, zwanymi dawniej „Górkami Zatońskimi”, opadającymi ku Dolinie Dolnej Odry.
Park założony został w latach 50. XIX w. przez francuską rodzinę Humbert, poza obrębem zespołu pałacowo-parkowego domeny rycerskiej w Krajniku Górnym, na terenie ukształtowanym faliście, pociętym głębokimi jarami. Zbocza wzniesień przecięte są licznymi alejkami. Elementami kompozycyjnymi parku są liczne głazy okolicznościowe z wypisanymi datami i nazwiskami członków rodziny von Humbert, a także wybitnych osobowości kultury niemieckiej oraz dwie rzeźby ogrodowe (w dolinie) „ADAM” i „EWA” usytuowane pośrodku stawów. Z dawnych elementów układu przestrzennego parku istnieją czytelne szlaki komunikacyjne: drogi, aleje i szpalery, ścieżki spacerowe. Zachował się podstawowy skład gatunkowy starodrzewu, w którego skład wchodzą: buki, drzewostany jesionowe, jesionowo-sosnowo-brzozowe, sosnowo-olchowo-jesionowe, a także drzewa i krzewy ozdobne takie jak: platany, glediczje trójcierniowe, sosna czarna, sosna wejmutka, kasztanowce, jedlice, orzechy, suchodrzewy, kaliny, bukszpany i śnieguliczki. Wśród drzewostanu występują drzewa o charakterze pomników przyrody. Park ten jest jednym z większych założeń krajobrazowych o czytelnej kompozycji w dolinie dolnej Odry. Ze względu na zachowane cechy parku naturalistycznego z fragmentami romantycznymi z XIX w. podlega ochronie konserwatorskiej – w dniu 16 marca 1992 r. wpisany został do rejestru zabytków pod numerem 1208. 
Dolina Miłości jest powierzchnią referencyjną (obszar o szczególnych walorach przyrodniczych ze względu na zachowanie różnorodności przyrodniczej) i nie jest tu prowadzona gospodarka leśna, a działania mogą dotyczyć jedynie miejsc bezpośrednio sąsiadujących z infrastrukturą parku ze względu na zagrożenie bezpieczeństwa, polegają na usuwaniu wiatrołomów ze ścieżek, suchych drzew w pobliżu stawów. Stanowi cenny obiekt odwiedzany przez przyrodników i miłośników dzikiej natury.
W latach 2005–2006 Federacja Zielonych Gaja wykonała pierwszy etap rewitalizacji w ramach PHARE CBC w partnerstwie z Gminą Schwedt. W latach 2010–2011 stowarzyszenie Federacja Zielonych GAJA przeprowadziła projekt rewitalizacji terenu pt. „Rozbudowa infrastruktury i rozwój Europejskiego Parku Hugenotów w Schwedt nad Odrą i parku naturalistycznego Dolina Miłości w Zatoni Dolnej jako transgraniczne centrum turystyki”, nr projektu: INT-09-0007. Całkowity koszt przedsięwzięcia wynosi 2 849 353,45€ z czego na Dolinę Miłości przeznaczono 1 097 251,00 €.

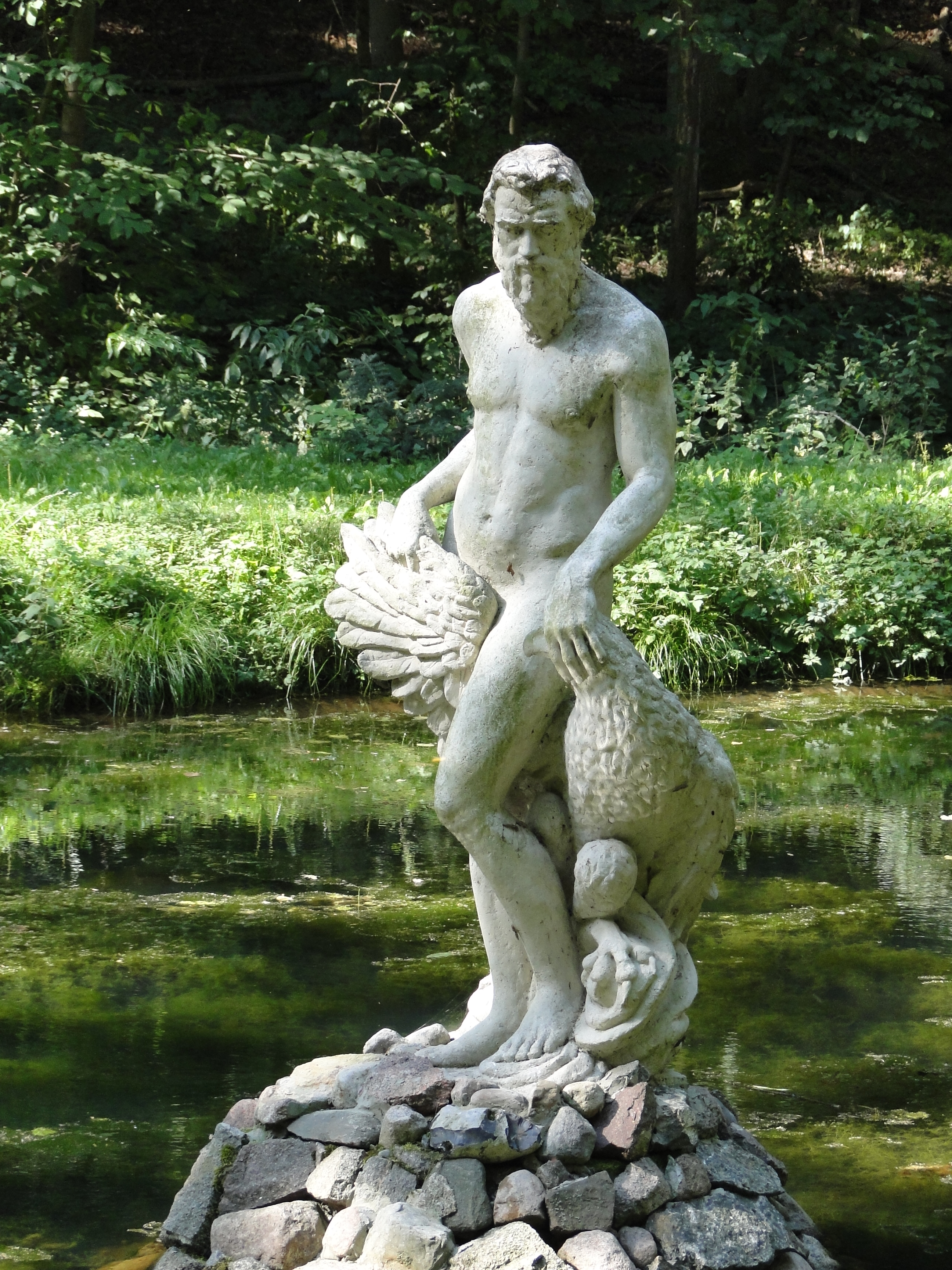
Rzeźba Adama
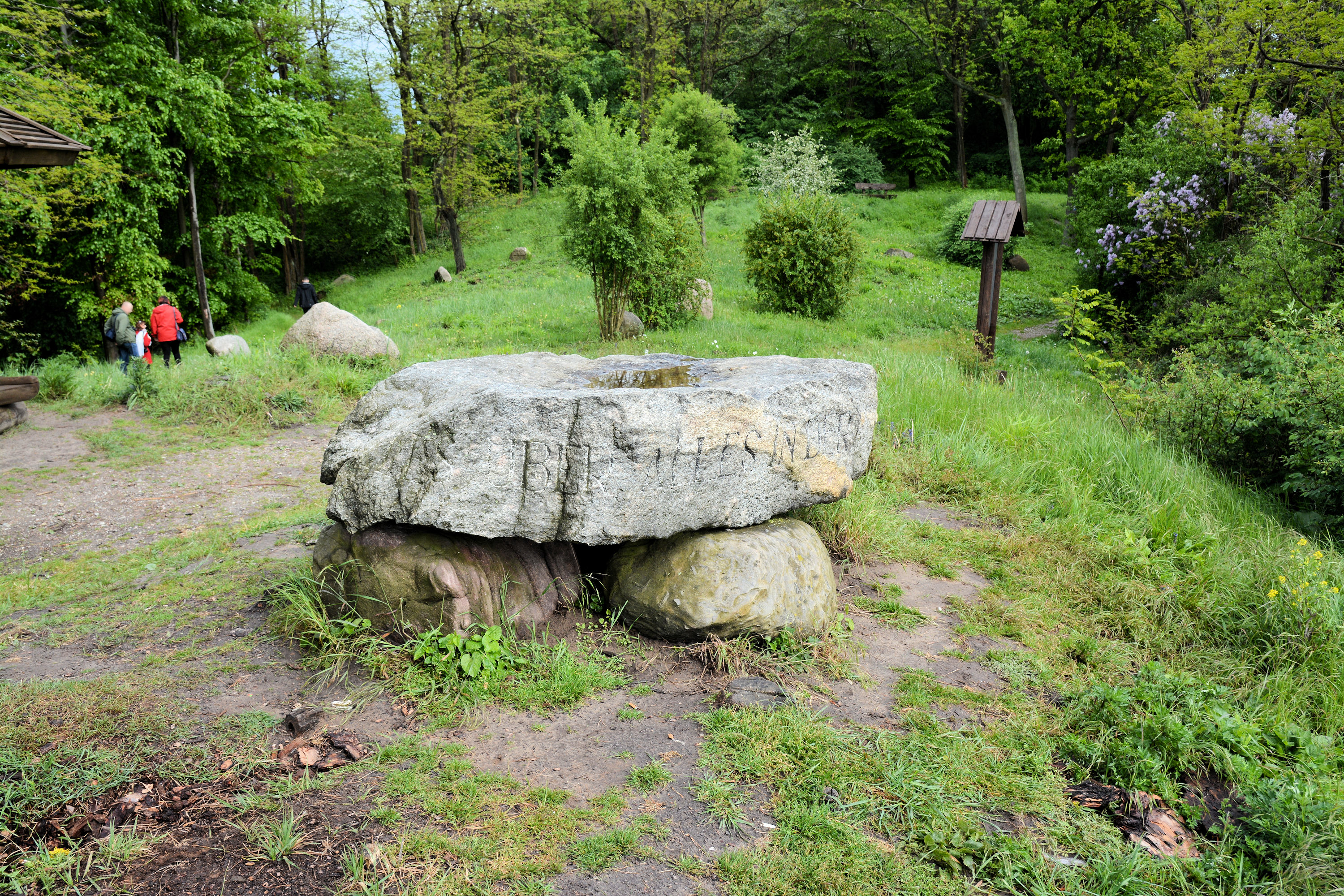
Kamienny stół
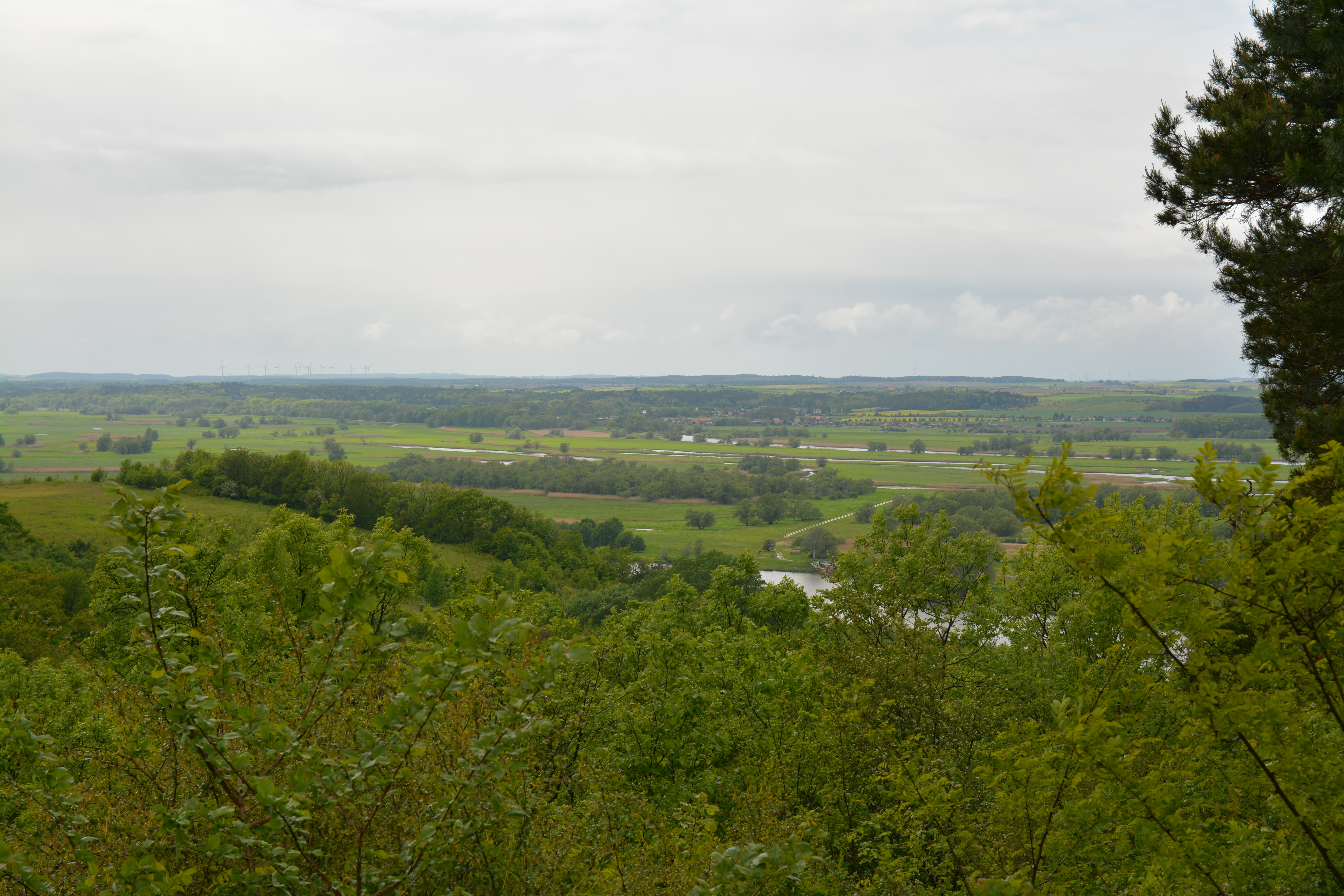
Widok na dolinę Odry
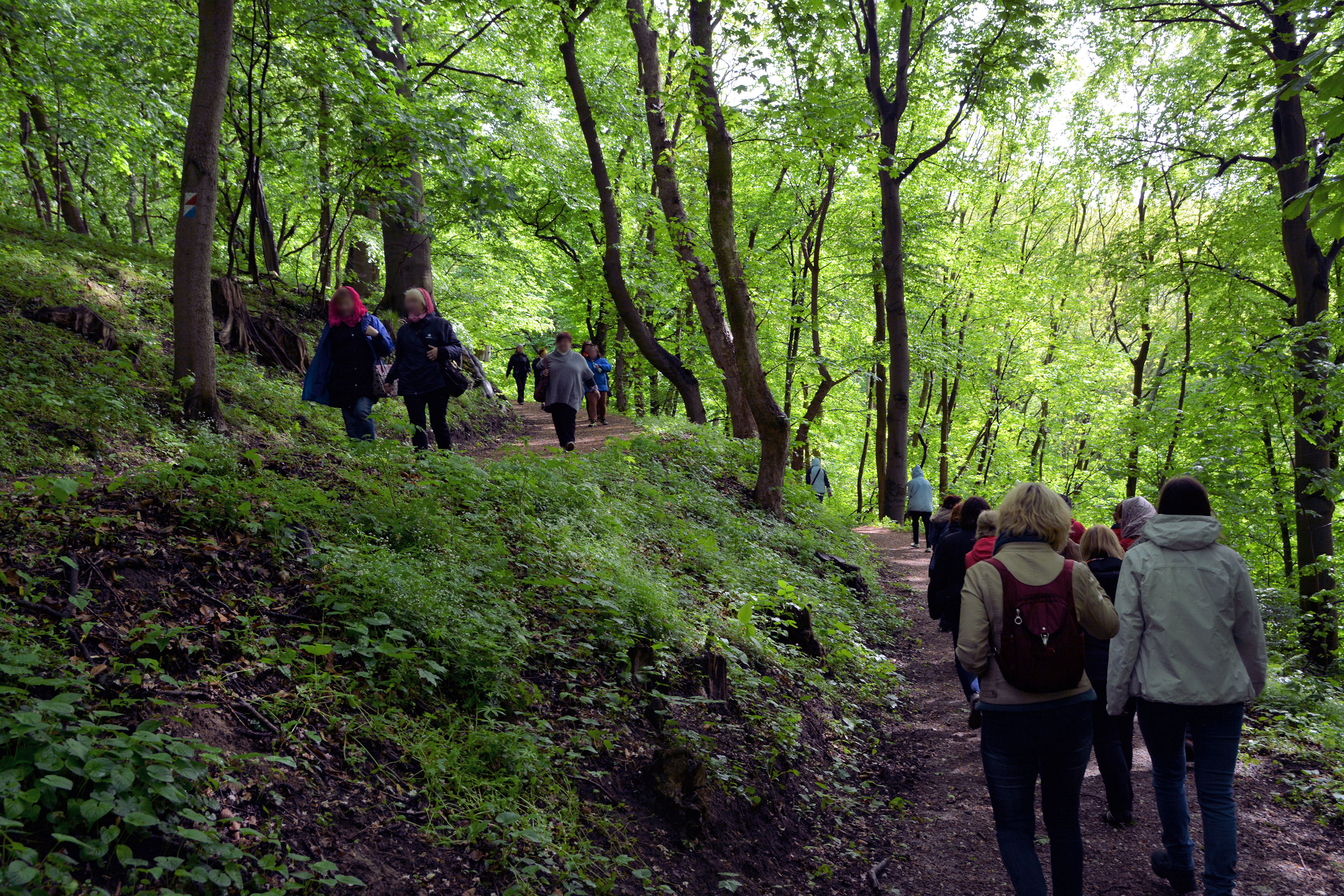
Typowy krajobraz Doliny Miłości